# Monte San Cristoforo
Monte San Cristoforo je vrch na jihu San Marina. Nachází se mezi městy Fiorentino a Montegiardino a pramení zde řeka Cando. Vrch ční do nadmořské výšky 534 m n. m.